# District d'Oron
1798–2007
Entités précédentes :
- Bailliage d'Oron

Entités suivantes :
- District de Lavaux-Oron
- District de la Broye-Vully
- District du Gros-de-Vaud

Le district d'Oron est l'un des 19 anciens districts du canton de Vaud.
Il disparaît le 1er janvier 2008 à la suite de la réorganisation territoriale du canton de Vaud, les communes le composant se répartissant entre le nouveau district du Gros-de-Vaud pour Peney-le-Jorat, le nouveau district de la Broye-Vully pour Carrouge, Corcelles-le-Jorat, Ropraz et Vulliens, et le nouveau district de Lavaux-Oron pour les autres.

## Communes
- Cercle de Mézières :
  - Carrouge (VD)
  - Corcelles-le-Jorat
  - Les Cullayes
  - Mézières (VD)
  - Montpreveyres
  - Peney-le-Jorat
  - Ropraz
  - Vulliens

- Cercle d'Oron :
  - Bussigny-sur-Oron
  - Châtillens
  - Chesalles-sur-Oron
  - Écoteaux
  - Essertes
  - Ferlens
  - Les Tavernes
  - Les Thioleyres
  - Maracon (résultat de la fusion des communes de Maracon et de La Rogivue le 1er janvier 2003)
  - Oron-la-Ville
  - Oron-le-Châtel
  - Palézieux
  - Servion
  - Vuibroye